# St. Louis YPT-15
St. Louis YPT-15 là một loại máy bay huấn luyện sơ cấp của Hoa Kỳ, do St. Louis Aircraft Corporation thiết kế chế tạo cho Không quân Lục quân Hoa Kỳ trong Chiến tranh thế giới II.

## Biến thể
XPT-15 (St. Louis Model PT-1,và PT-1W)
YPT-15 (St. Louis Model PT-2)

## Tính năng kỹ chiến thuật (PT-15)
Dữ liệu lấy từ 
Đặc tính tổng quát
- Kíp lái: 2
- Chiều dài: 26 ft 5 in (8,05 m)
- Sải cánh: 33 ft 10 in (10,31 m)
- Chiều cao: 9 ft 5 in (2,87 m)
- Diện tích cánh: 279,9 foot vuông (26,00 m2)
- Trọng lượng rỗng: 2.059 lb (934 kg)
- Trọng lượng có tải: 2.766 lb (1.255 kg)
- Động cơ: 1 × Wright Whirlwind R-760-1 , 225 hp (168 kW)
- Vận tốc cực đại: 130 mph (209 km/h; 113 kn)
- Vận tốc hành trình: 116 mph (101 kn; 187 km/h)
- Tầm bay: 350 mi (304 nmi; 563 km)
- Trần bay: 15.000 ft (4.572 m)
- Vận tốc lên cao: 1.000 ft/min (5,1 m/s) initial